# الذكاء السائل والمتبلور

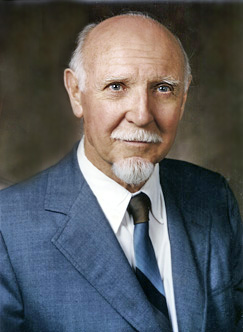

في علم النفس، الذكاء السائل والمتبلور هو عملية تحليل معامل الذكاء العام (أي معامل "ج")، وقد حدده في الأصل العالم رايموند كاتل.
الذكاء السائل أو المنطق السائل هو القدرة على التفكير المنطقي وحل المشكلات في الظروف التصورية بمعزل عن المعرفة المكتسبة. فهو القدرة على تحليل المشكلات وتحديد أنماطها والعلاقات التي تستند إليها واستقرائها باستخدام المنطق. وهو ضروري لحل جميع المشكلات المنطقية في حقول العلوم والرياضيات، وحل المشكلات التقنية. والمنطق السائل يتضمن الاستقراء والاستنباط.
الذكاء المتبلور هو القدرة على استخدام المهارات والمعرفة والخبرة. وهو لا يعتمد على الوصول للمعلومات من الذاكرة طويلة الأمد.
الذكاء المتبلور هو حصيلة الإنجاز الفكري على مدى حياة الشخص، ويتبلور في حصيلة الشخص من المفردات والمعارف العامة. وهو يتطور بتقدم العمر، حيث تميل الخبرات إلى توسيع معرفة الشخص.
هذه المصطلحات مضللة لأن أحدها ليس شكلاً متبلوراً عن الآخر. بل يعتقد أنها ذات طبيعة منفصلة عن النظم العقلية. يحدد  ذكاء الشخص المتبلور بمدى عمق واتساع معرفته العامة ومفرداته وقدرته على التحليل العقلي باستخدام الكلمات والأرقام. فهو نتاج الخبرة التعليمية والثقافية في التفاعل مع الذكاء السائل.
الذكاء السائل والمتبلور مترابطان ببعضهما البعض وتسعى معظم مقاييس نسب الذكاء قياس المتغيرات. على سبيل المثال، يقيس «مقياس ويشلر لذكاء البالغين» الذكاء السائل على مقياس الأداء بينما يقيس الذكاء المتبلور على المقياس اللفظي. تستند درجة الذكاء العامة على مجموع هذين المقياسين.

## تاريخياً
عرّف الذكاء السائل والمتبلور في الأصل رايموند كاتل. تطورت مفاهيم الذكاء السائل والمتبلور على يد جورج هورن وهو تلميذ رايموند كاتل. 
منذ نشر دراسات كاتل وهورن، أصبحت مفاهيم الذكاء السائل والمتبلور متأصلة جداً في مجال الذكاء حيث لم تعد مجرد روتين منسوب لكاتل أو هورن، كما أصبح متأصلاً في تحليل العوامل ومفهوم فرويد للعقل الباطن (علم النفس).